# 細讀
细读（英語：close reading），在文学批评中，是对文本简短段落的仔细、持续的解释。细读，透過仔細关注個別的单字、句法、句子在形式结构上展開想法的順序，比起文本整體更專注其單一部分。 细读，意味着既要思考文章中所说的内容（内容），又要思考它是如何说的（形式），藉此尋找观察和洞見。
20世紀早期的新批評學派廣泛在大學的文學評論中推廣細讀法。Vincent B. Leitch稱這項趨勢為「經證考察」（英語：canonical statements）。